# Marcopolo (azienda)
Marcopolo S.A. è un produttore brasiliano di carrozzerie di autobus. Con sede nella città di Caxias do Sul, Stato di Rio Grande do Sul, è il più grande produttore nazionale del settore , con una quota di mercato del 40,7%, e uno dei più importanti al mondo. Marcopolo ha 20.016 dipendenti in 10 stabilimenti in tutto il mondo.